# Càstnids

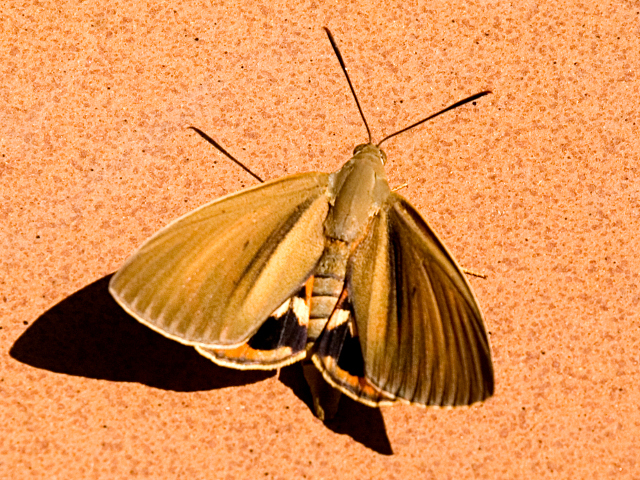
Paysandisia archon

Els càstnids (Castniidae) són una petita família de lepidòpters ditrisis de la superfamília dels cossoïdeus (Cossoidea) amb unes 113 espècies arreu del món. La majoria es troba a la ecozona Neotropical, amb alguns representants a Austràlia i al sud-est asiàtic. A Europa i a la península Ibèrica només hi viu un representant, Paysandisia archon, introduïda recentment.
Són arnes de mida entre mitjana i gran. Les ales anteriors solen tenir coloracions críptiques, mentre que a les posteriors llueixen tonalitats brillants. Tenen antenes en forma de maça i volen durant el dia, cosa que a vegades fa que es confonguin amb papallones. De fet, en anteriors classificacions aquesta família estava inclosa dins dels hespèrids. Les erugues s'alimenten de parts internes de vegetals, sovint d'arrels en epífites o en monocotiledònees.

## Taxonomia

### SubfamíliaCastniinae

#### Tribu Castniini
- Amauta
- Athis
- Castnia
- Castniomera
- Corybantes
- Eupalamides
- Feschaeria
- Geyeria
- Haemonides
- Hista
- Imara
- Insigniocastnia
- Ircila
- Lapaeumides
- Spilopastes
- Synpalamides
- Telchin
- Xanthocastnia
- Yagra

#### Tribu Gazerini
- Castnius
- Ceretes
- Divana
- Duboisvalia
- Frostetola
- Gazera
- Mirocastnia
- Oiticicastnia
- Paysandisia
- Prometheus
- Riechia
- Tosxampila
- Zegara

#### TribuSynemonini
- Synemon

### SubfamíliaTascininae
- Tascina

### Subfamíliaincertae sedis
- †Dominickus